# Lago de Nemi

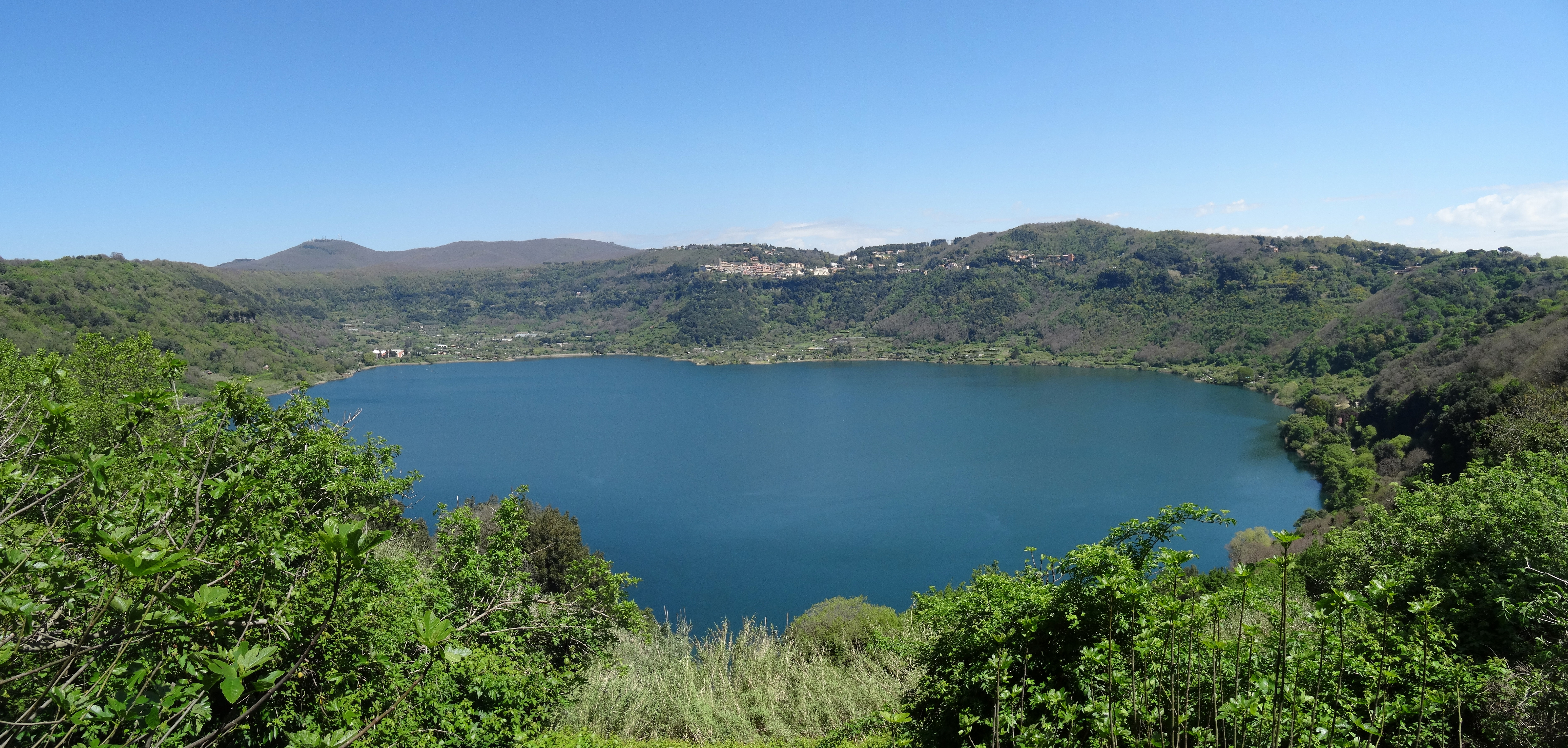
Lago de Nemi.

El lago de Nemi es un pequeño lago italiano del Lacio, no lejos del lago Albano, al sur de Roma.
Junto a él se halla un bosque consagrado en los tiempos de la antigua Roma a la diosa Diana. En los años 20 fueron hallados en perfectas condiciones los restos de dos grandes barcos de recreo pertenecientes a Calígula, denominados los «barcos de Nemi», de enorme interés arqueológico e histórico, que fueron destruidos en un incendio provocado por los bombardeos estadounidenses durante la Segunda Guerra Mundial.